# Serenata tragica
Serenata tragica è un film del 1951 diretto da Giuseppe Guarino.
Fu distribuito anche con il titolo Guapparia.

## Produzione
Il film è ascrivibile al filone dei melodrammi sentimentali, comunemente soprannominato strappalacrime, molto in voga tra il pubblico italiano in quegli anni, in seguito ribattezzato dalla critica con il termine neorealismo d'appendice.
Venne realizzato negli stabilimenti di Cinecittà.

## Distribuzione
Il film venne distribuito nel circuito cinematografico italiano a partire dal 9 agosto del 1951.